# ФК «Крылья Советов» Куйбышев в сезоне 1979
Сезон 1979 — 36-й сезон «Крыльев Советов» в чемпионате СССР. По итогам чемпионата команда заняла 18-е место.

## Чемпионат СССР

### Турнирная таблица
| Место | Команда                     | И  | В | Н  | П  | Мячи  | О  |
| ----- | --------------------------- | -- | - | -- | -- | ----- | -- |
| 14    | «Нефтяник» (Баку)           | 34 | 8 | 8  | 18 | 29-50 | 24 |
| 15    | СКА (Ростов-на-Дону)        | 34 | 8 | 14 | 12 | 37-50 | 24 |
| 16    | «Торпедо» (Москва)          | 34 | 8 | 9  | 17 | 32-46 | 24 |
| 17    | «Заря» (Ворошиловград)      | 34 | 6 | 11 | 17 | 41-62 | 20 |
| 18    | «Крылья Советов» (Куйбышев) | 34 | 7 | 5  | 22 | 24-60 | 19 |

### Результаты матчей
| 24 марта 1979 1 тур | «Черноморец» (Одесса) | 1:0 | «Крылья Советов» (Куйбышев) |  |

| 2 апреля 1979 2 тур | «Кайрат» (Алма-Ата) | 0:2 | «Крылья Советов» (Куйбышев) |  |

| 10 апреля 1979 3 тур | «Пахтакор» (Ташкент) | 3:2 | «Крылья Советов» (Куйбышев) |  |

| 15 апреля 1979 4 тур | «Крылья Советов» (Куйбышев) | 0:1 | «Нефтчи» (Баку) |  |

| 23 апреля 1979 5 тур | «Крылья Советов» (Куйбышев) | 0:3 | «Шахтёр» (Донецк) |  |

| 28 апреля 1979 6 тур | «Динамо» (Москва) | 1:0 | «Крылья Советов» (Куйбышев) |  |

| 2 мая 1979 7 тур | «Торпедо» (Москва) | 2:0 | «Крылья Советов» (Куйбышев) |  |

| 11 мая 1979 8 тур | «Крылья Советов» (Куйбышев) | 1:3 | «Динамо» (Тбилиси) |  |

| 22 мая 1979 9 тур | «Крылья Советов» (Куйбышев) | 1:0 | ЦСКА (Москва) |  |

| 27 мая 1979 10 тур | «Арарат» (Ереван) | 0:0 | «Крылья Советов» (Куйбышев) |  |

| 1 июня 1979 11 тур | «Крылья Советов» (Куйбышев) | 0:4 | «Локомотив» (Москва) |  |

| 7 июня 1979 12 тур | «Спартак» (Москва) | 1:0 | «Крылья Советов» (Куйбышев) |  |

| 14 июня 1979 13 тур | «Крылья Советов» (Куйбышев) | 1:0 | «Заря» (Луганск) |  |

| 18 июня 1979 14 тур | «Динамо» (Минск) | 0:0 | «Крылья Советов» (Куйбышев) |  |

| 22 июня 1979 15 тур | «Динамо» (Киев) | 4:1 | «Крылья Советов» (Куйбышев) |  |

| 8 июля 1979 16 тур | «Крылья Советов» (Куйбышев) | 2:1 | СКА (Ростов-на-Дону) |  |

| 12 июля 1979 17 тур | «Крылья Советов» (Куйбышев) | 0:2 | «Зенит» (Ленинград) |  |

| 17 июля 1979 19 тур | «Крылья Советов» (Куйбышев) | 2:0 | «Динамо» (Москва) |  |

| 8 августа 1979 18 тур | «Крылья Советов» (Куйбышев) | 0:3 | «Арарат» (Ереван) |  |

| 17 августа 1979 20 тур | «Крылья Советов» (Куйбышев) | 0:1 | «Динамо» (Киев) |  |

| 22 августа 1979 21 тур | «Зенит» (Ленинград) | 4:1 | «Крылья Советов» (Куйбышев) |  |

| 27 августа 1979 22 тур | СКА (Ростов-на-Дону) | 2:0 | «Крылья Советов» (Куйбышев) |  |

| 1 сентября 1979 23 тур | «Крылья Советов» (Куйбышев) | 0:5 | «Спартак» (Москва) |  |

| 16 сентября 1979 24 тур | ЦСКА (Москва) | 1:0 | «Крылья Советов» (Куйбышев) |  |

| 23 сентября 1979 25 тур | «Динамо» (Тбилиси) | 2:1 | «Крылья Советов» (Куйбышев) |  |

| 28 сентября 1979 26 тур | «Крылья Советов» (Куйбышев) | 1:0 | «Торпедо» (Москва) |  |

| 6 октября 1979 27 тур | «Крылья Советов» (Куйбышев) | 1:1 | «Пахтакор» (Ташкент) |  |

| 11 октября 1979 28 тур | «Локомотив» (Москва) | 2:1 | «Крылья Советов» (Куйбышев) |  |

| 17 октября 1979 29 тур | «Крылья Советов» (Куйбышев) | 1:4 | «Динамо» (Минск) |  |

| 21 октября 1979 30 тур | «Шахтёр» (Донецк) | 3:2 | «Крылья Советов» (Куйбышев) |  |

| 3 ноября 1979 31 тур | «Крылья Советов» (Куйбышев) | 1:1 | «Черноморец» (Одесса) |  |

| 9 ноября 1979 32 тур | «Крылья Советов» (Куйбышев) | 2:1 | «Кайрат» (Алма-Ата) |  |

| 18 ноября 1979 33 тур | «Нефтчи» (Баку) | 3:0 | «Крылья Советов» (Куйбышев) |  |

| 25 ноября 1979 34 тур | «Заря» (Луганск) | 1:1 | «Крылья Советов» (Куйбышев) |  |

## Кубок СССР

### Зональный этап

#### Турнирная таблица (8-я зона)
| Место | Команда                     | И | В | Н | П | Мячи | О |
| ----- | --------------------------- | - | - | - | - | ---- | - |
| 1     | «Крылья Советов» (Куйбышев) | 5 | 3 | 1 | 1 | 6-4  | 7 |
| 2     | «Таврия» (Симферополь)      | 5 | 3 | 1 | 1 | 7-4  | 7 |
| 3     | «Торпедо» (Москва)          | 5 | 2 | 1 | 2 | 4-3  | 5 |
| 4     | «Факел» (Воронеж)           | 5 | 2 | 0 | 3 | 6-6  | 4 |
| 5     | «Шахтёр» (Караганда)        | 5 | 2 | 0 | 3 | 5-9  | 4 |
| 6     | «Кузбасс» (Кемерово)        | 5 | 1 | 1 | 3 | 3-5  | 3 |

#### Результаты матчей
| 28 февраля 1979 | «Таврия» (Симферополь) | 1:2 | «Крылья Советов» (Куйбышев) | Симферополь                       |
|                 | Маслюк 32′             |     | Абрамов 27′ · Елисеев 42′   | Стадион: Локомотив Зрителей: 4000 |

| 3 марта 1979 | «Торпедо» (Москва) | 0:0 | «Крылья Советов» (Куйбышев) | Симферополь        |
|              |                    |     |                             | Стадион: Локомотив |

| 6 марта 1979 | «Шахтёр» (Караганда) | 2:1 | «Крылья Советов» (Куйбышев) | Белогорск                      |
|              |                      |     |                             | Стадион: Юность Зрителей: 1500 |

| 9 марта 1979 | «Крылья Советов» (Куйбышев) | 1:0 | «Факел» (Воронеж) |  |

| 12 марта 1979 | «Крылья Советов» (Куйбышев) | 2:1 | «Кузбасс» (Кемерово) |  |

### Финальный этап

#### Результаты матчей
| 20 марта 1979 | «Динамо» (Тбилиси)         | 2:0 | «Крылья Советов» (Куйбышев) | Тбилиси                                    |
|               | Коридзе 10′ · Мачаидзе 57′ |     |                             | Стадион: Динамо им. Ленина Зрителей: 37000 |